# ژان اوتر
ژان اوتر مترجم، سفرنامه‌نویس و نقاش فرانسوی بود. اوتر در ۲۳ اکتبر سال ۱۷۰۷ میلادی در شهر کریتمسته (به سوئدی: Kristianstad) متولد شد. وی در سال ۱۷۲۶ میلادی در دانشگاه لاند سوئد به تحصیل پرداخت و زبان‌های عربی، ترکی و فارسی را فرا گرفت. در سال ۱۷۲۸ برای سرویس پست فرانسه در شهر روان کار کرد . وی سال ۱۷۳۴ میلادی از جانب لویی پانزدهم، پادشاه فرانسه به عنوان فرستاده ویژه به ایران فرستاده شد و تا سال ۱۷۴۳ میلادی به مدت ۹ سال در شرق ایران به سر می‌برد.
او در سال ۱۷۴۳-۱۷۴۲ در کنسول‌گری فرانسه مشغول به کار شد و در ۱۷۴۴ به عنوان مترجم در کتابخانه پادشاه در پاریس حضور داشت. ژان اوتر از سال ۱۷۴۶ به عنوان پروفسور زبان‌های عربی در کالج سلطنتی بوده؛ اوتر در ۲۶ سپتامبر سال ۱۷۴۹ میلادی درگذشت.
سفر او به ایران از بندر مارسی در فرانسه آغاز شد و پس از یک اقامت یک ساله در استانبول با همراهی شخصی به نام «عبدالباقی خان» از مسیر بغداد و راه قصر شیرین ادامه یافت.
او در سفرش به ایران در مورد مردم این سرزمین چنین اظهار نظر کرده است:
«دره تنگ، بر روی کوه خیلی بلندی قرار دارد و از قصرشیرین و دیاله هم دور نیست از آنجا وارد خاک ایران شدیم، مردم این منطقه خیلی زیبارو هستند».
او در ۳ اکتبر از طریق استانبول راهی مارسی می‌شود و در ۱۱ ژانویه به پاریس بازمی‌گردد. وی مناطق مختلف ایران را مورد بازدید قرار داده‎است . در واقع مسافرت وی همزمان بود با نبردها و جهانگشایی‌های نادرشاه افشار پس به دلیل حضور وی در این بازه‌ی زمانی و شرح اوضاع داخلی ایران، ممالیک همجوار و جنبه‌های مختلف حکومت نادر، سفرنامهٔ وی دارای ارزش و اعتبار بسیاری است.